# Pierre Aeby (homme politique, 1884-1957)
Pour les articles homonymes, voir Pierre Aeby et Aeby.
Pierre Aeby, né le 6 mai 1884 à Fribourg et mort le 4 février 1957 dans la même ville, est un homme politique suisse.

## Biographie
Il est bachelier ès lettres à Einsiedeln (Schwytz) en 1905, puis étudie le droit à Fribourg, Bonn, Berlin et Paris. Il est docteur en droit en 1910, avant d'exercer le métier d’avocat de 1911 à 1914. Il est professeur à la faculté de droit de l’Université de Fribourg pour le droit civil et le droit commercial de 1911 à 1952. Il est recteur en 1939-1940.
Il est syndic de Fribourg de 1922 à 1938, député conservateur au Grand Conseil dès 1925 et député au Conseil national de 1931 à 1947, assemblée qu’il préside en 1944-45. C’est lui qui prononce l’hommage solennel de la nation suisse au général Henri Guisan, chef de l’armée pendant la Seconde Guerre mondiale. Il préside le parti conservateur populaire suisse de 1940 à 1946.
Ses archives sont conservées à la Bibliothèque cantonale et universitaire de Fribourg. 

## Hommages
Une rue de Fribourg porte son nom.